# Westwoodside
Westwoodside är en by i North Lincolnshire i Lincolnshire i England. Byn ligger 36,2 km från Lincoln. Orten har 1 862 invånare (2001). Byn nämndes i Domedagsboken (Domesday Book) år 1086, och kallades då Westude.